# Bafilo
Bafilo – miasto w Togo, w regionie Kara. Położone jest około 320 km na północ od stolicy kraju, Lomé. W spisie ludności z 6 listopada 2010 roku liczyło 17937 mieszkańców.